# Dorino Serafini
Teodoro "Dorino" Serafini (Pesaro, 22 de julho de 1909 — Bolonha, 5 de julho de 2000) foi um automobilista italiano.
Participou do GP da Itália de 1950 de Fórmula 1. Terminou a prova em 2º lugar, dividindo o carro com Alberto Ascari. Com o resultado, Serafini é o único piloto a obter 100% de aproveitamento em pódios na categoria.